# Carnage (DJ)
Diamanté Anthony Blackmon známý jako Carnage, DJ Carnage či Thirty Rack (* 3. ledna 1991, Ciudad de Guatemala) je guatemalsko-americký hudební producent a DJ. Je známý svým živým vystoupením na hudebních festivalech, jako je Tomorrowland a Ultra Music Festival a také svým singlem "Incredible" natočeným s izraelským DJem Borgorem.
Vyrůstal ve Fredericku v Marylandu. Když mu bylo 16 let, začal hrát v malých klubech ve Fredericku. V průběhu let se mu podařilo prosadit se na EDM scéně. Spolupracoval s diskžokeji, jako jsou Borgore, Kshmr, Timmy Trumpet a Headhunterz. Skladba "Underground", kterou produkoval společně s Alvarem v roce 2014, je jeho největším úspěchem. Skladba se umístila na 4. místě v top 100 skladeb na Beatportu.
V roce 2014 se v New Yorku setkal s Kshmrem a společně se rozhodli nahrát singl "Toca", který byl vydán v červnu roku 2015 v hudebním vydavatelství Ultra Music. V říjnu 2015 vydal své debutové album Papi Gordo, které se umístilo na 184 místě. Obsahuje 15 písní, mezi nimi například "Touch", "Bricks" a "November Sky".
V České republice vystoupil v létě 2018 na Air festivalu v Hradci Králové.